# Ямки (Ханты-Мансийский автономный округ)
Ямки — село в России, находится в Кондинском районе, Ханты-Мансийского автономного округа — Югры. Входит в состав Городского поселения Мортка.
Население на 1 января 2008 года составляло 624 человека.
Почтовый индекс — 628216, код ОКАТО — 71116925002.

## Статистика населения
| Год  | Численность постоянного населения (среднегодовая) |
| ---- | ------------------------------------------------- |
| 2002 |                                                   |
| 2008 | 624                                               |
| 2010 |                                                   |

## Климат
Климат резко континентальный, зима суровая, с сильными ветрами и метелями, продолжающаяся пять−шесть месяцев. Лето относительно тёплое, но быстротечное.

## Культура и образование
В селе действует культурно-досуговый центр от ДК гп. Мортка.
В с. Ямки расположена дошкольная группа Юмасинской школы. Дальнейшее образование учащиеся получают в основном корпусе школы, в деревне Юмас.